# Chuck Willis
Harold Willis, detto Chuck (Atlanta, 31 gennaio 1926 – Chicago, 10 aprile 1958), è stato un cantante statunitense.

## Biografia
Nato ad Atlanta, venne notato dal disc jockey Zenas Sears, che divenne il suo manager, aiutandolo a firmare per la Columbia Records nel 1951. Dopo un singolo, iniziò a registrare per una sussidiaria della Columbia, ovvero la Okeh Records, etichetta con cui si affermò come artista R&B. Nel 1956 passò alla Atlantic Records, dove ebbe successo immediato con il singolo It's Too Late.
La sua registrazione maggiormente nota è quella di C.C. Rider, rifacimento di un brano degli anni '20 di Ma Rainey. Il ritmo di questa canzone portò alla nascita del ballo chiamato The Stroll,  che l'artista interpretò nel programma American Bandstand. Con i successi seguenti Willis venne soprannominato "The King of the Stroll".
Willis si esibiva indossando un turbante ed era anche soprannominato "Sheik of Shake".
Soffriva di ulcera peptica ed era un bevitore. Morì a soli 32 anni di peritonite a Chicago, nel 1958, all'apice della sua carriera.

## Discografia parziale
- 1958 - Wails the Blues
- 1958 - King of the Stroll
- 1962 - I Remember Chuck Willis
- 1980 - Chuck Willis -- My Story